# نهائي كأس إسكتلندا 2000
نهائي كأس اسكتلندا 2000 هي المباراة النهائية من منافسة كأس اسكتلندا 1999–2000، أقيمت المباراة في 27 مايو 2000، في هامبدن بارك، بين فريقي نادي أبردين، ونادي رينجرز، وفاز فيها نادي رينجرز، بعد أن هزم نادي أبردين، بنتيجة 0 - 4، وكان حكم المباراة جيم ماكلوسكي، وحضر المباراة 50865 شخصاً.

## تفاصيل المباراة
لعبت المباراة النهائية في 27 مايو 2000.
| نادي أبردين | 0 -4 | نادي رينجرز |
| ----------- | ---- | ----------- |
|             |      |             |